# Марія Павлівна Романова (1786–1859)
Марія Павлівна Романова (рос. Мария Павловна Романова), 4 (16) лютого 1786 — 11 (23) червня 1859) — велика герцогиня-консорт Саксен-Веймар-Айзенаху у 1828—1853 роках, уроджена велика княжна Російської імперії з дому Романових, донька імператора Російської імперії Павла I та вюртемберзької принцеси Софії Доротеї, дружина великого герцога Саксен-Веймар-Айзенаського Карла Фрідріха, мати великого герцога Саксен-Веймар-Айзенаху Карла Александра та німецької імператриці Августи.

## Біографія

### Ранні роки
Марія з'явилась на світ 4 (16) лютого 1786 року у Павловську під час правління своєї бабусі Катерини II. Була п'ятою дитиною та третьою донькою великого князя Російської імперії Павла Петровича та його другої дружини Софії Доротеї Вюртемберзької, яка після переходу в православ'я взяла ім'я Марія Федорівна. Новонароджена отримала ім'я на честь матері. Мала старших братів Олександра та Костянтина й сестер Олександру та Олену. Згодом родина поповнилася п'ятьма молодшими дітьми: Катериною, Ольгою, Анною, Миколою та Михайлом. Мешкало сімейство зазвичай у Гатчинському палаці, мали також Павловську дачу та палац на Кам'яному острові в дельті Неви в центрі Санкт-Петербургу.

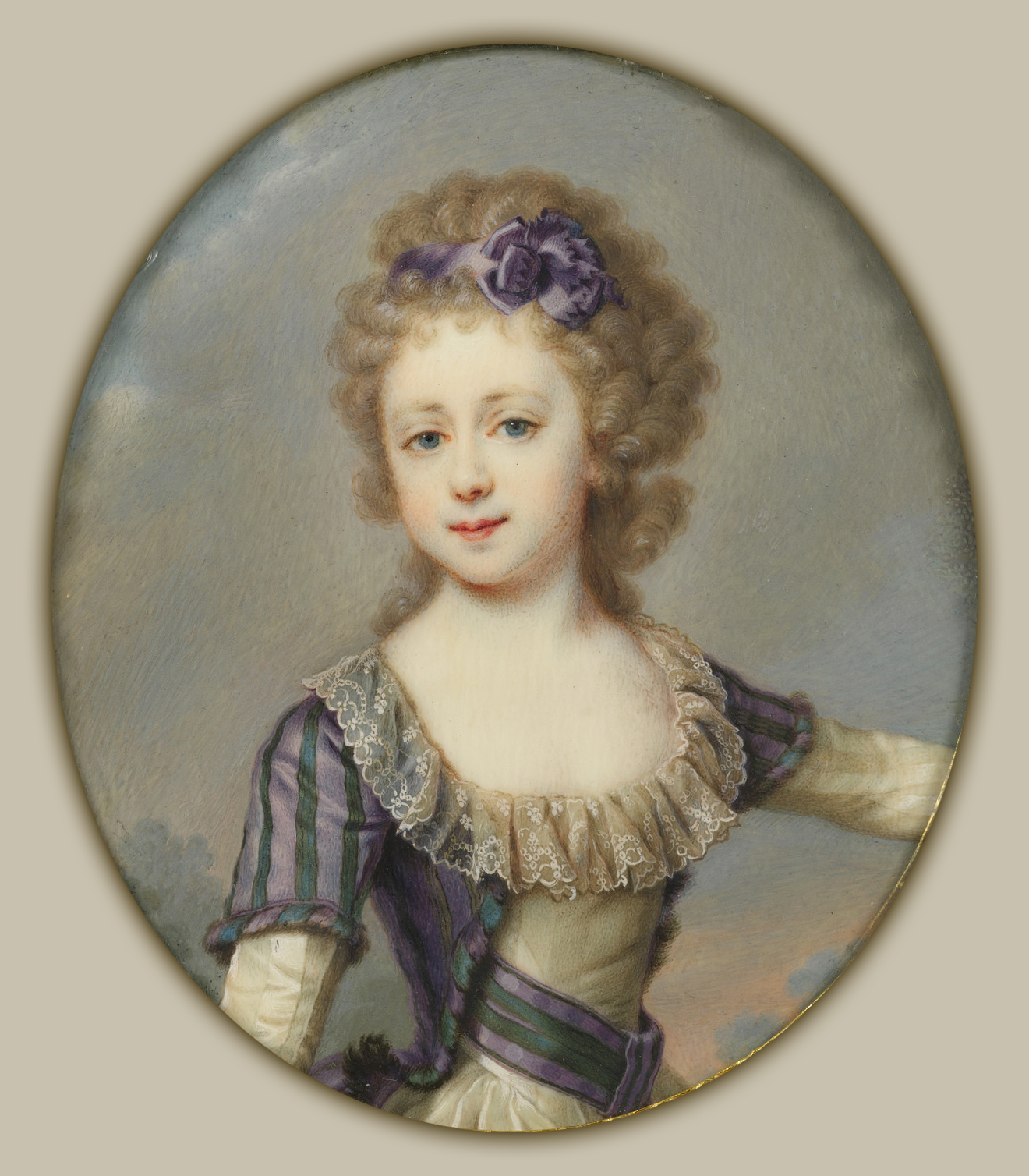
Портрет великої княжни Марії невідомого майстра, близько 1796 року

У 3-річному віці Марія, після зробленого щеплення, перенесла віспу у легкій формі, через що риси обличчя в неї дещо згрубіли. Відрізнялася хлопчачими звичками та була улюбленицею батька через прямоту, твердість та волю у поведінці. З нею він мав найбільш теплі відносини.
Вихованням Марії, як і її сестер, займалася баронеса Шарлотта Карлівна Лівен. Для викладання музики був запрошений придворний капельмейстер Джузеппе Сарті. Італієць відзначав великий музичний талант Марії. У 1798 році новим викладачем став Людвіг-Вільгельм Теппер де Фергюсон. Також дівчинка мала велику схильність до наук, багато читала та добре танцювала. Характер її змальовували як живий та веселий.
У листопаді 1796 року померла Катерина II. Батько Марії посів престол Російської імперії.
Дорослішаючи, велика княжна ставала все більш вродливою, продовжувала багато читати та добре малювала. Її прізвиськом у близькому колі стало «перл сім'ї».
У 1800 році виникли ідею шлюбу Марії зі спадкоємним принцом герцогств Саксен-Веймар та Саксен-Ейзенах Карлом Фрідріхом. Для переговорів з Веймару прибув барон фон Вольцоген. У Петербурзі він був вражений освітою та витонченістю дівчини. Наступного року Павло I загинув в результаті заколоту. Імператором став старший брат Марії, Олександр. Одруження сестри з німецьким принцом він також підтримав, і 22 липня 1803 року той прибув до Петербургу. Відразу Карлу Фрідріху був наданий чин генерал-лейтенанта російської армії та дарований орден Андрія Первозванного. Придворні змальовували його як юнака «приємної зовнішності, але надто простого розумом», відзначали його скромність, делікатність та доброту. В Росії принц прожив майже рік. Протягом цього часу наречені мали змогу краще познайомитися, вивчити характери, смаки та звички один одного. Їм вдалося налагодити товариські відносини, не зважаючи на різницю темпераментів. Тривале знайомство зіграло позитивну роль у їхньому майбутньому сімейному союзі. До того ж Марії Павлівні імпонувала думка, що в майбутньому вона правитиме Веймаром, який вважався культурним центром Німеччини. Згоду на шлюб вона дала з радістю.
Граф Ростопчин писав в той час, що Марія, хоча й була не такою вродливою, як її старша сестра Олена, але «настільки привабливою та доброю, що дивились на неї, як на янгола». Заручини відбулися 1 січня 1804 року. Церемонію провів митрополит Амвросій.

### Шлюбне життя

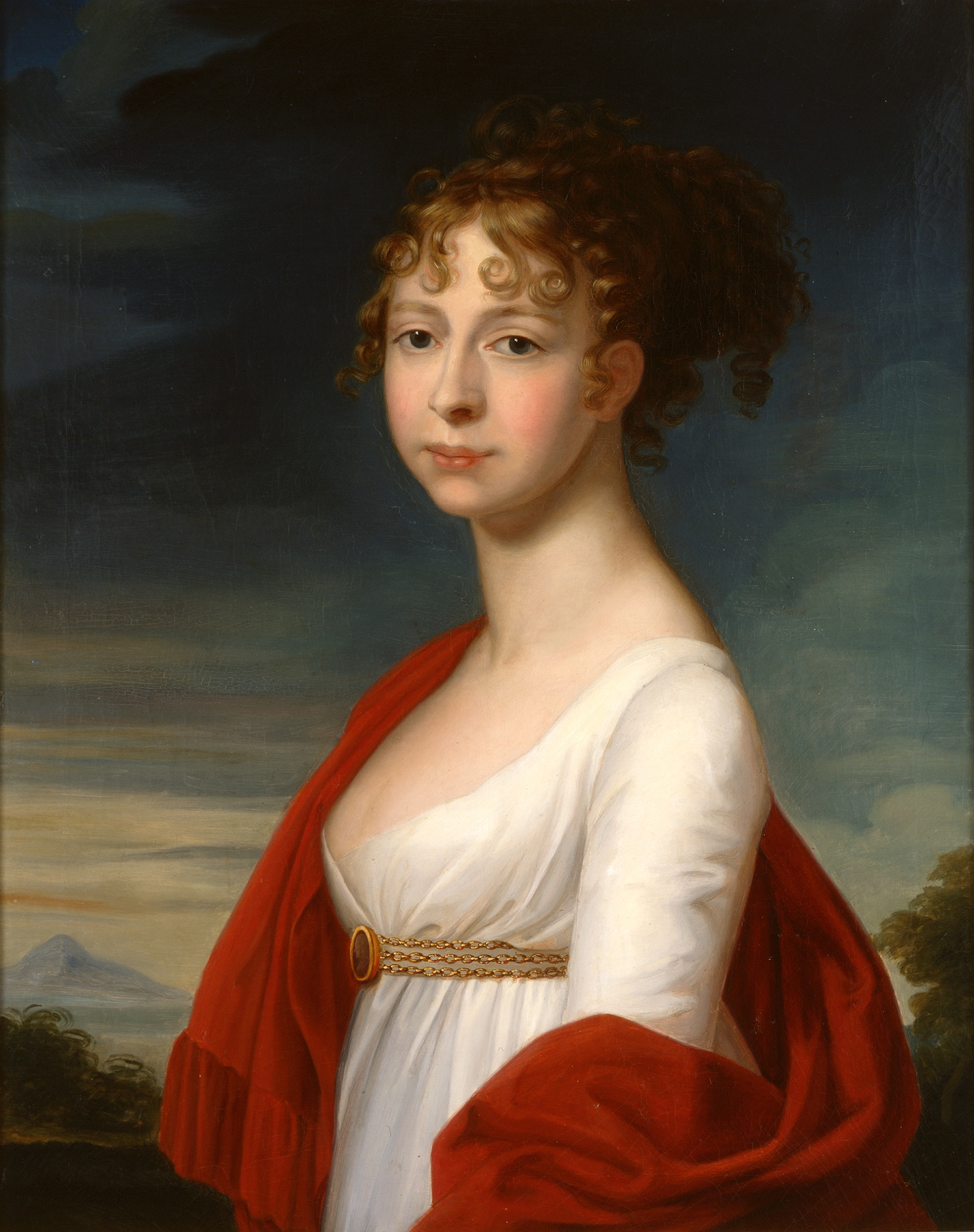
Портрет великої княжни Марії за Ж.-Л. Мосньє

У 18 років Марія Павлівна взяла шлюб із 21-річним спадкоємним принцом герцогств Саксен-Веймар та Саксен-Ейзенах Карлом Фрідріхом. Вінчання відбулося 23 липня 1804 року в Санкт-Петербурзі. Деталями весільного вбрання нареченої були маленька корона та малинова мантія на горностаєвому хутрі. Після церемонії молодят, які вийшли на балкон Зимового палацу показатися народові, радо вітав натовп. За цим йшли бенкет та бал, який Марія відкрила разом з імператором. Всі палаци міста, а також Петропавлівська фортеця, були ілюміновані. Наступного дня святкування продовжилося в Петергофі. Урочистості завершилися величезним маскарадом, на який були запрошені більше 5 тисяч чоловік. Певний час імператорська родина залишалась у Петергофі, де тривали маневри, а після цього молодята усамітнились в Павловську протягом медового місяця. У Веймарі бажали якомога швидше побачити нову принцесу. Йоганн-Фрідріх Шиллер писав фон Вольцогену: «Всі ми напружено чекаємо на прибуття нової зірки зі сходу».
У жовтні пара виїхала з Росії. Посаг Марії становив 1 мільйон рублів, з якого першу чверть вона отримала після вінчання, другу — за півроку, з другої половини вона щорічно отримувала 5 % ренти. Разом з тим, до Веймару вона привезла багато цінних предметів, серед яких були меблі, вази, гобелени, картини, статуї, посуд, а також свій гардероб та коштовності. Все це було відправлене з Росії у 80 скринях поперед молодят і прибуло до Веймару 2 жовтня, після восьмитижневої подорожі з Петербурга. Обоз був супроводжуваний російськими селянами і кріпосними в сорочках червоного льону, широких панталонах і чоботях, підбитих хутром. У ньому було 83 вози і понад 130 коней. Батьки нареченого виїхали зустрічати пару до Наумбурга. До столиці герцогства молодята прибули 9 листопада 1804 року. Місцеве населення радо вітало подружжя, свята на їхню честь тривали десять днів. 12 листопада на честь Марії в придворному театрі була дана вистава Шиллера «Привітання мистецтв».

Молода принцеса швидко здобула любов і повагу двору та простого люду. Вона близько потоваришувала із зовицею Кароліною, яка була її одноліткою, теплі стосунки пов'язували її і з бабусею чоловіка — Анною Амалією. Та писала в своїх листах:
|  | «З радістю та щирою любов'ю кажу Вам, що моя нова онука — справжній скарб, я її нескінченно люблю і поважаю. Їй випало щастя, — а, можливо й благословення, — нас всіх зачарувати». |

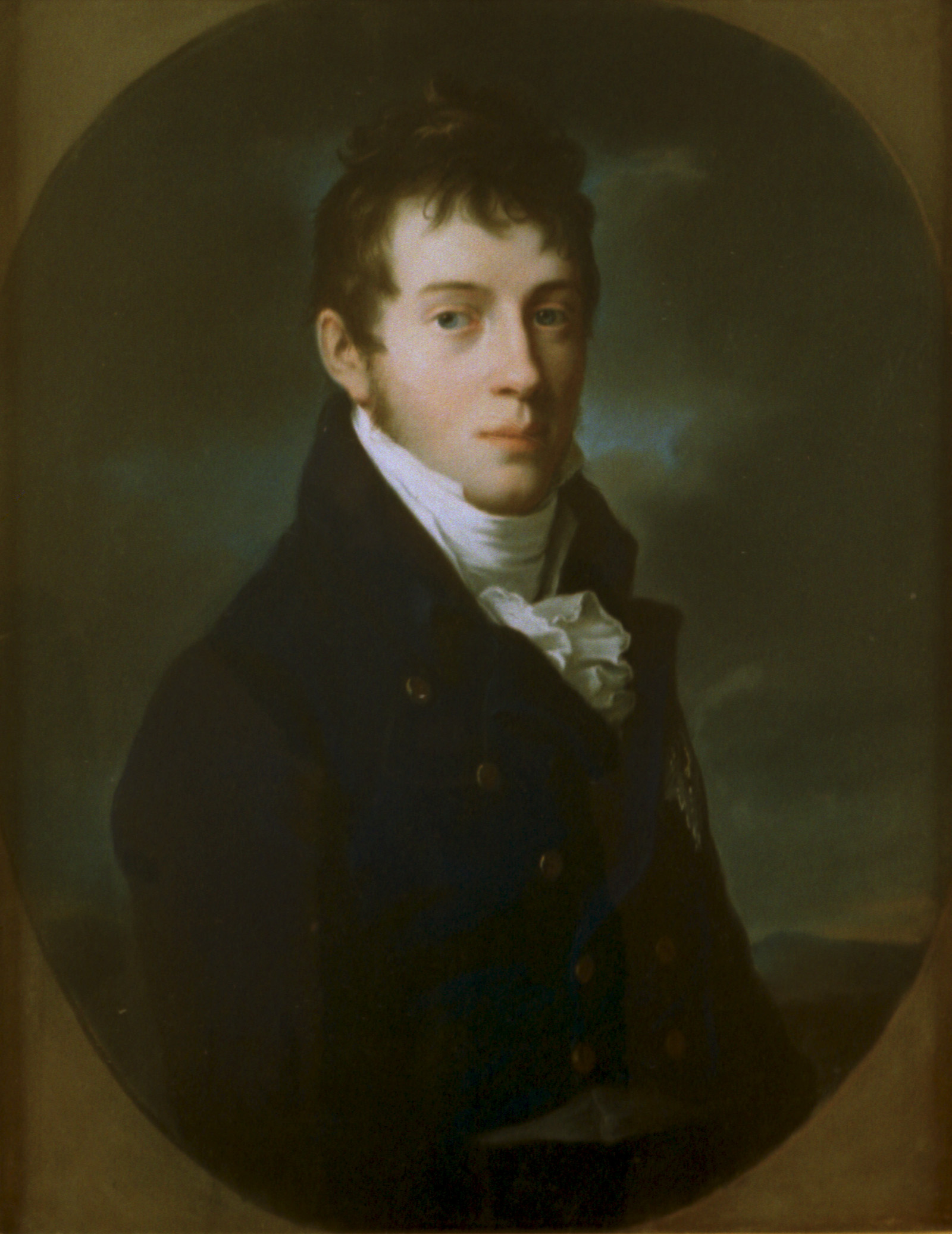
Портрет Карла Фрідріха невідомого майстра

По прибуттю пара розмістилася у Веймарському палаці, згодом оселилися у заміському палаці Бельведер. За шість років Марія Павлівна звеліла закласти навколо парк, який точно відповідав плануванню парка в Павловську. Відразу вона почала поповнювати свою освіту бесідами з видатними людьми і уроками професорів Єнського університету. Під керівництвом професора Керстнера серйозно займалася логікою, історією та філософією. Особливу увагу надавала вивченню німецької мови, якою по приїзді, за словами Шиллера, володіла насилу, хоча легко читала й все розуміла. З 1805 року відвідувала лекції, які Гете читав у себе вдома. Вони регулярно листувалися. Зінаїда Волконська відмічала: «Все там дихає наукою, поезією, роздумами і повагою до генія. Геній там панує, і навіть великі землі суть його царедворці.»
За кілька місяців по прибуттю Марія завагітніла. Втім, вагітність переносила легко. У травні 1805 року їздила з чоловіком до Лейпцигу, а літо провела у Павловську з матір'ю. У вересні 1805 року народила первістка, якого назвала на честь батька. Він, однак, прожив лише кілька місяців.
У 1806 році родина була змушена виїхати за кордон через вторгнення французьких військ. Кілька місяців Марія Павлівна провела у Шлезвігу. Після повернення знову завагітніла і у лютому 1808 року народила здорову дівчинку. Всього у подружжя було четверо дітей. У 1808—1811 роках, разом із зовицею Кароліною, Марія відвідувала лекції швейцарського художника та мистецтвознавця Йоганна Генріха Мейєра.

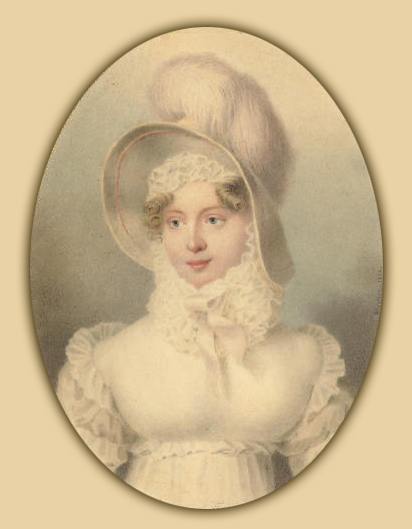
Портрет принцеси Марії пензля Ж. А. Беннера, 1816

У квітні 1813 року, разом із доньками, Марія була змушена знову залишити Веймар та виїхати до Австрії, рятуючись від Наполеона. Повернулись вони тільки після битви під Лейпцигом. Наступного року у Веймарі приймала свою сестру Катерину, якій лікарі радили закордонну поїздку після втрати чоловіка. Фрейліна з почту російської княжни, Роксандра Едлінг, писала: "Веймарський замок дуже гарний, і все влаштовано в ньому на широку ногу. Двір багатолюдніший і багатший за берлінський … ".
У 1814—1815 роках Марія разом зі свекром та братом Олександром I була присутньою на Віденському конгресі, за результатами якого володіння Карла Августа були об'єднані у Велике герцогство Саксен-Веймар-Айзенахське, а її доньки отримали право на предикат Ваша королівська високість. У 1818 році Марії Павлівні нанесли візит її брат-імператор і мати Марія Федорівна. Листувалася Марія Павлівна і з Жуковським.
Після закінчення війни з Наполеоном віддавала перевагу соціальній роботі, заснувала мережу благодійних установ. Крім виплат пенсій та допомоги калікам, удовам і сиротам, принцеса намагалася подолати злидні, породжені війною, створюючи різноманітні школи ремесел, підтримуючи робочі майстерні для дорослих та прядильні для літніх жінок. Створила також Жіноче благодійне товариство і написала його статут. Товариство на пожертвування організовувало пологові відділення при лікарнях для догляду за бідними жінками, надавало безкоштовну медичну допомогу на дому, постачало бідняків ліками, організовувало соціальні ясла.
Завдяки турботам Марії Павлівни у Веймарі були встановлені питні фонтани на вулицях міста. Перша ощадна каса в країні була відкрита за її ініціативи в день її народження в 1821 році. Принцеса допомагала не тільки товариствам, але й окремим людям, які потрапили в скрутне становище, найчастіше залишаючись інкогніто, вважаючи за краще залишатися «невідомою дарувальницею».
Сучасники так характеризували її стиль благодійної роботи: «Ніхто і ніколи не стикався із зволіканням або недоглядом. Відповіді на звернення, пропозиції, звіти організацій слідували зі швидкістю і пунктуальністю, які могли б взяти собі за зразок інші адміністрації, і були так зрозумілі та визначені, що не зрозуміти їх навряд чи було можливо».
У 1825 році під особистим наглядом Марії Павлівни її коштом був відбудований придворний театр, який згорів під час пожежі.

### Велика герцогиня Саксен-Веймар-Айзенаху

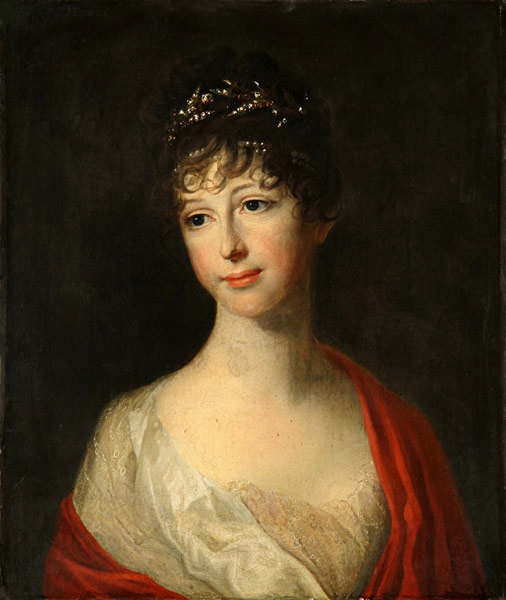
Марія Павлівна на портреті Августа Тішбейна, XIX століття

У червні 1828 року принцеса з чоловіком гостювали у Росії, коли прийшла звістка про смерть великого герцога Карла Августа. Вони швидко повернулися до Веймару. Новою домівкою родини став Веймарський палац. Марія Павлівна власноруч створила ескізи інтер'єрів його західного крила.
Велика герцогиня взяла на себе покровительство наукам і мистецтвам, дбала про установи, яким раніше протегував її свекор. Гете називав її однією з найкращих і найбільш видатних жінок свого часу. У 1831 році за сприяння Гете і Майєра Марія Павлівна заснувала Товариство з розповсюдження кращих творів нової літератури Німеччини. Влаштовувала при дворі літературні вечори, що стали відомі як «Веймарський гурток», на яких єнські професори читали лекції на теми, обрані Марією Павлівною. Після смерті Гете у 1832 році створила музей, присвячений його пам'яті, а також пам'яті Шиллера, Крістофа Мартіна Віланда і Гердера, які прославили Веймар своєю літературною діяльністю. Для цього у новій частині палацу були виділені покої, які отримали назву Dichtersale — «зали поетів». Кожен з покоїв був присвячений одному з чотирьох митців. На сходах, які вели в ці кімнати, були встановлені бюсти осіб, які свого часу сприяли славі Веймара: художника Лукаса Кранаха, композитора Йогана Себастьяна Баха, диригента Йоганна Гуммеля.
У червні 1841 року вперше з того часу, як стала великою герцогинею, Марія Павлівна, разом із чоловіком та сином, навідала Росію. Вона намагалася просити у брата Миколи руки котроїсь з його доньок для Карла Александра, але через близьке рідство, заборонене православною церквою, їй було відмовлено.
У 1842 році запросила до Веймара Ференца Ліста, що знову підняло славу невеликого міста. Його присутність сприяла візитам до маленької столиці інших важливих музикантів: Вагнера, Берліоза, Антона Рубінштейна, Джованні Баттіста Рубіні.
Герцогиня заохочувала вивчення історії Веймарського герцогства і сусідніх з ним князівств. З часом, завдяки зібраним матеріалам, у 1852 році було засноване Товариство історії. Для університету в Єні, за підтримки Марії Павлівни, купувалися найсучасніші астрономічні інструменти, фізичні прилади та хімічні препарати, поповнювалися колекції. Одна з них, Східний монетний кабінет, своїм багатством зобов'язана виключно придбанням великої герцогині. Поповнювалися також зібрання географічних карт, рукописів, печаток, археологічних знахідок. Правителькою була розширена Веймарська бібліотека, заснована герцогинею Анною Амалією.
Велика герцогиня сприяла відкриттю училища садівництва, підтримувала закладку нових парків і садів, жертвувала значні суми для посадки насаджень уздовж доріг. При Марії Павлівні в герцогському парку почали з'являтися нові садові утворення: «російський сад», «театр на природі».
26 червня 1853 року з життя пішов великий герцог Карл Фрідріх. Новим правителем Саксен-Веймар-Ейзенаху став їхній син Карл Александр.

### Останні роки

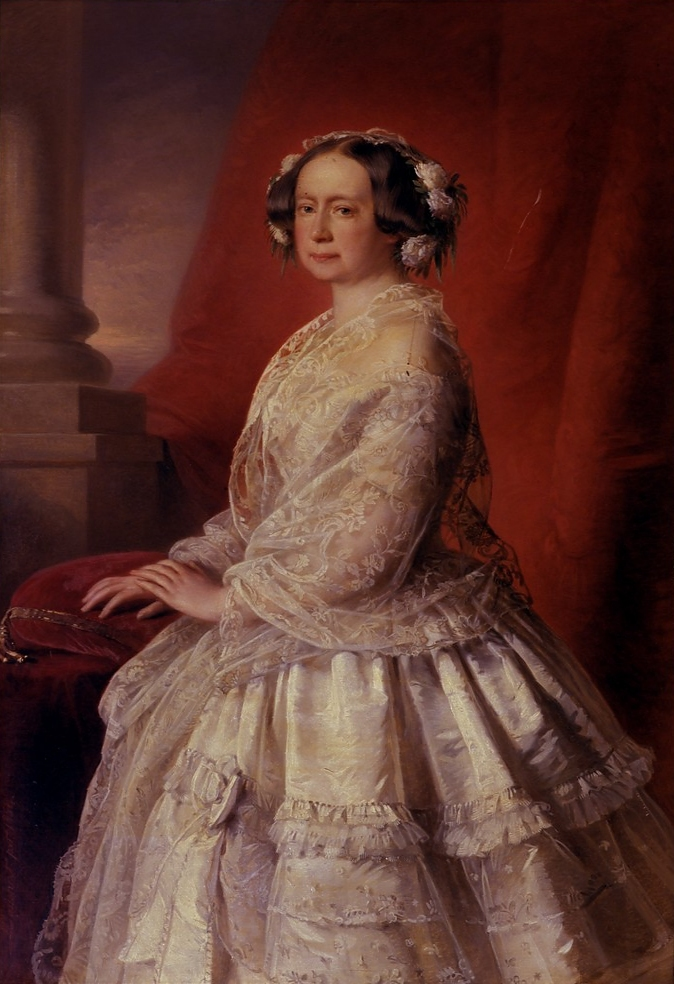
Портрет Марії Павлівни невідомого майстра

Марія Павлівна повернулася до Бельведеру, де мешкала з невеликим почтом. В останні роки була близькою до протестантизму. Державними справами не займалася, але продовжила бути радником сина. За словами письменника Карла Августа Фарнхагена фон Ензе, її відрізняли одухотвореність, гідність, витонченість й особлива прямота. Ставши вдовою, перестала брати гроші з державної казни та задовольнялася тим, що отримує з Росії, приблизно 130 000 талерів на рік; надлишки віддавала дочкам і особливо біднякам, роздавала й допомагала всюди.
Востаннє відвідала Росію у 1855 році, де була присутньою на коронації небожа Олександра II.
У червні 1859 року велика герцогиня застудилася, але вважала хворобу несерйозною та заборонила випускати бюлетені з повідомленнями про стан здоров'я. За п'ять днів раптово померла ввечері після відвідин сином у палаці Бельведер у віці 73 років від пневмонії. Карл Александр дізнався про смерть матері на зворотному шляху додому з Бельведеру.
Останки Марії Павлівни, згідно її бажання, були виставлені в закритій труні у грецькій церкві веймарського парку 26 червня з чотирьох годин дня до опівночі. 27 червня о 8 ранку відбулося урочисте поховання великої герцогині у князівській усипальні Веймару. Жителі міста вийшли на вулиці аби попрощатися з колишньою правителькою. Наступного року поруч з усипальнею, на землі, привезеній з Росії, відбулася закладка першого каменю у фундамент майбутнього православного храму, будівництво якого було завершено у 1862 році. Після цього саркофаг із тілом Марії Павлівни було перенесено до крипти храму, яка поєднана з усипальнею арочним проходом.
У 2004 році у Веймарі пройшла виставка «Їхня імператорська високість Марія Павлівна — царська дочка при веймарському дворі», приурочена до 200-річчя одруження Марії Павлівни та її приїзду до Тюрингії; були організовані численні концерти, доповіді, презентації фільмів.

## Родина
Чоловік — Карл Фрідріх, великий герцог Саксен-Веймар-Айзенаський
Діти:
- Пауль Александр (1805—1806) — прожив 5 місяців;
- Марія (1808—1877) — дружина прусського принца Карла, мала трьох дітей;
- Августа (1811—1891) — дружина короля Пруссії та імператора Німеччини Вільгельма I, мала сина та доньку;
- Карл Александр (1818—1901) — наступний великий герцог Саксен-Веймар-Айзенаху у 1853—1901 роках, був одруженим із нідерландською принцесою Софією, мав четверо дітей.

## Нагороди
- Великий хрест ордену Святої Катерини (Російська імперія) (1786).